# ليه باتيسون
ليه باتيسون (بالإنجليزية: Les Pattinson)‏ هو عازف قيثارة بريطاني، ولد في 18 أبريل 1958 في Ormskirk ‏ في المملكة المتحدة.

## وصلات خارجية
- ليه باتيسون على موقع IMDb (الإنجليزية)
- ليه باتيسون على موقع ميوزك برينز (الإنجليزية)
- ليه باتيسون على موقع أول ميوزيك (الإنجليزية)
- ليه باتيسون على موقع ديسكوغز (الإنجليزية)